# IOS 17
iOS 17 je sedmnáctá hlavní verze mobilního operačního systému iOS společnosti Apple Inc. určená pro zařízení iPhone. Systém byl oznámen 5. června 2023 na vývojářské konferenci WWDC 2023 spolu s iPadOS 17, watchOS 10, tvOS 17 a macOS Sonoma. Veřejnosti byl uvolněn 18. září 2023 jako bezplatná aktualizace pro podporovaná zařízení. iOS 17 navazuje na iOS 16 a byl následně vystřídán verzí iOS 18 dne 16. září 2024.

## Vývoj
Interní kódové označení systému iOS 17 znělo Dawn. Původně byl systém plánován jako tzv. „ladicí verze“, podobně jako dřívější iOS 12 nebo Mac OS X Snow Leopard, s cílem stabilizovat systém a soustředit se na vývoj zařízení Apple Vision Pro. V pozdějších fázích vývoje však byly přidány i větší nové funkce.

## Systémové funkce

### Domácí obrazovka a uzamčená obrazovka
- Interaktivní widgety (např. ovládání chytré domácnosti přímo z widgetu).[2]
- Změna nastavení přímo ze Spotlightu (např. Wi-Fi přepínač).
- Tapeta se automaticky přizpůsobuje tmavému/světlému režimu.[3]
- Opětovné zavedení živých tapet.[4]

### StandBy režim (Pohotovostní režim)
- Aktivuje se při nabíjení v horizontální poloze.
- Zobrazuje hodiny, fotky, widgety nebo živé aktivity.
- Automaticky upravuje jas a barvy podle okolního světla.[5][6]

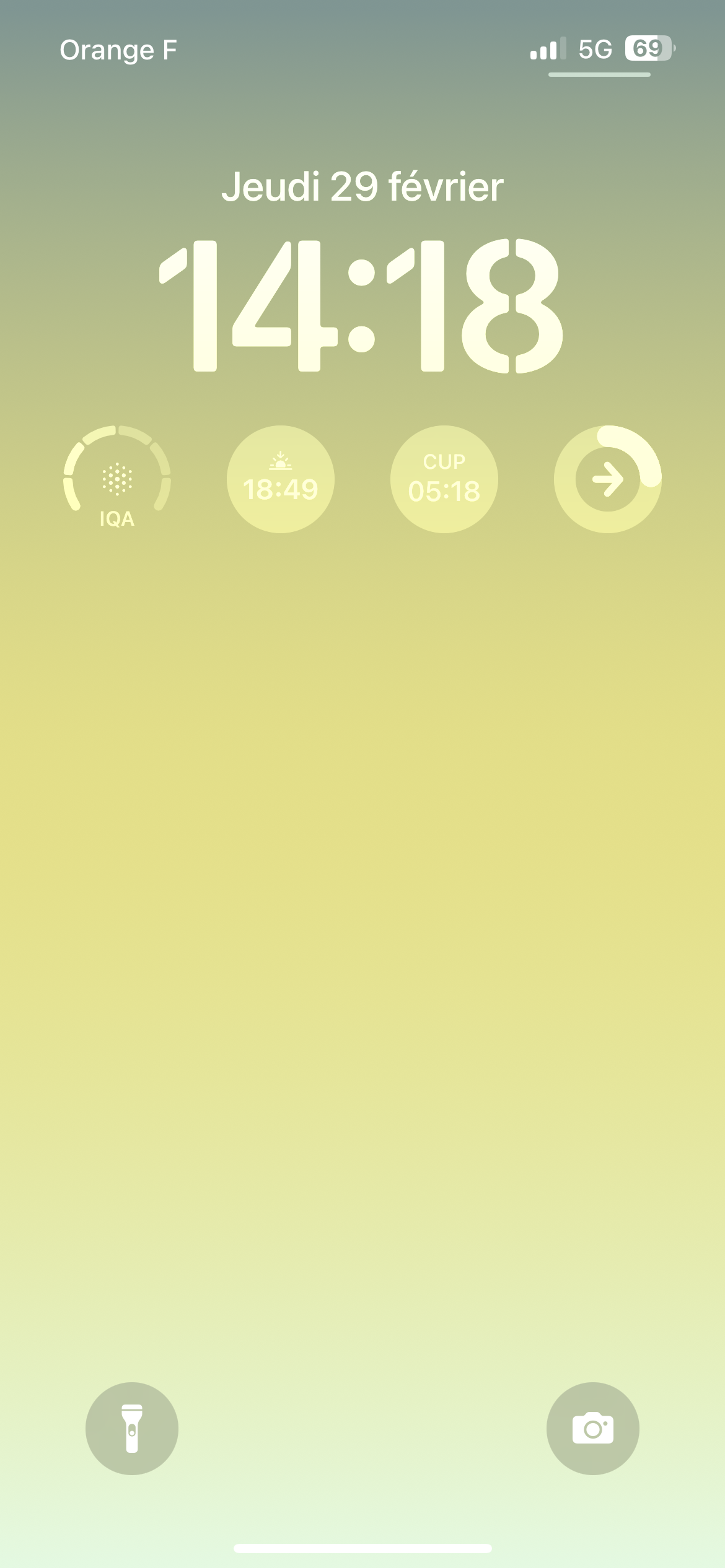
Snímek obrazovky zamknuté obrazovky iPhonu 14 se systémem iOS 17

### Klávesnice a diktování
- Nový model strojového učení pro korekci textu a diktování.[7]
- Lepší přizpůsobení stylu psaní uživatele.
- Korekce sprostých slov již nejsou automatické.[8]
- Inline predikce a možnost jejich vypnutí od iOS 17.2.

### Překladač
- Přidána podpora ukrajinštiny napříč systémem.[9]

### AirDrop a NameDrop
- Sdílení kontaktů, fotek nebo SharePlay poklepáním zařízení.[10]
- Od iOS 17.1 pokračuje přenos přes internet, pokud dojde k odpojení.[11]

### Siri
- Aktivace pouze slovem "Siri", není třeba "Hey Siri".[12]
- Následující dotazy již nevyžadují nové oslovení.
- Siri lze využít pro čtení stránek v Safari.
- Vyhledání ztraceného ovladače Apple TV.

### AutoFill a PDF
- Automatické vyplnění polí v PDF pomocí kontaktů.[13]
- Skener dokumentů v aplikaci Poznámky.

### Přístupnost
- Personal Voice – vytvoření syntetického hlasu uživatele.
- Point and Speak – čtení nápisů na domácích spotřebičích.
- Assistive Access – zjednodušené prostředí pro kognitivně znevýhodněné.[14]

### Síť a nastavení
- Připojení k soukromým LTE/5G sítím přes speciální SIM/eSIM.[15]
- Vylepšené zobrazení úložiště podle výrobce aplikace.[16]
- Nová tichá notifikace v režimu soustředění.
- Změna výchozího zvuku oznámení z „Tri-tone“ na „Rebound“.

### Nabíjení
- Podpora Qi2 bezdrátového nabíjení na iPhone 15 (a zpětně i iPhone 13/ iPhone 14 v iOS 17.2).[17]

## Novinky v aplikacích

### Telefon
- Contact Posters – přizpůsobení vzhledu příchozího hovoru (foto, font, barvy).
- Live Voicemail – živý přepis vzkazu během volání.
- Více vyzvánění, rozlišení pro SIM, až 2 000 záznamů historie.

### Zprávy
- Check In – automatické upozornění kontaktu na bezpečný příchod.
- Přepis hlasových zpráv.
- Vlastní samolepky z výřezů nebo emotikonů.
- Verifikace klíčů kontaktu (od iOS 17.2).[18]

### Deník
- Nová aplikace Deník pro deníkové záznamy, šifrovaná end-to-end (od iOS 17.2).

### Apple Music
- Přechody (crossfade) mezi skladbami.
- Animační přebaly alb.
- Nová sekce Oblíbené.
- Možnost vypnout historii poslechu v režimu soustředění.[19]

### Mapy
- Offline mapy.
- Reálný stav nabíjecích stanic pro elektromobily.

### Safari
- Profily pro oddělení pracovního a osobního prohlížení.
- Face ID pro zobrazení privátních panelů.
- Odstranění sledovacích identifikátorů z URL.
- Nové formáty obrázků: JPEG XL, HEIC.

## Podporovaná zařízení

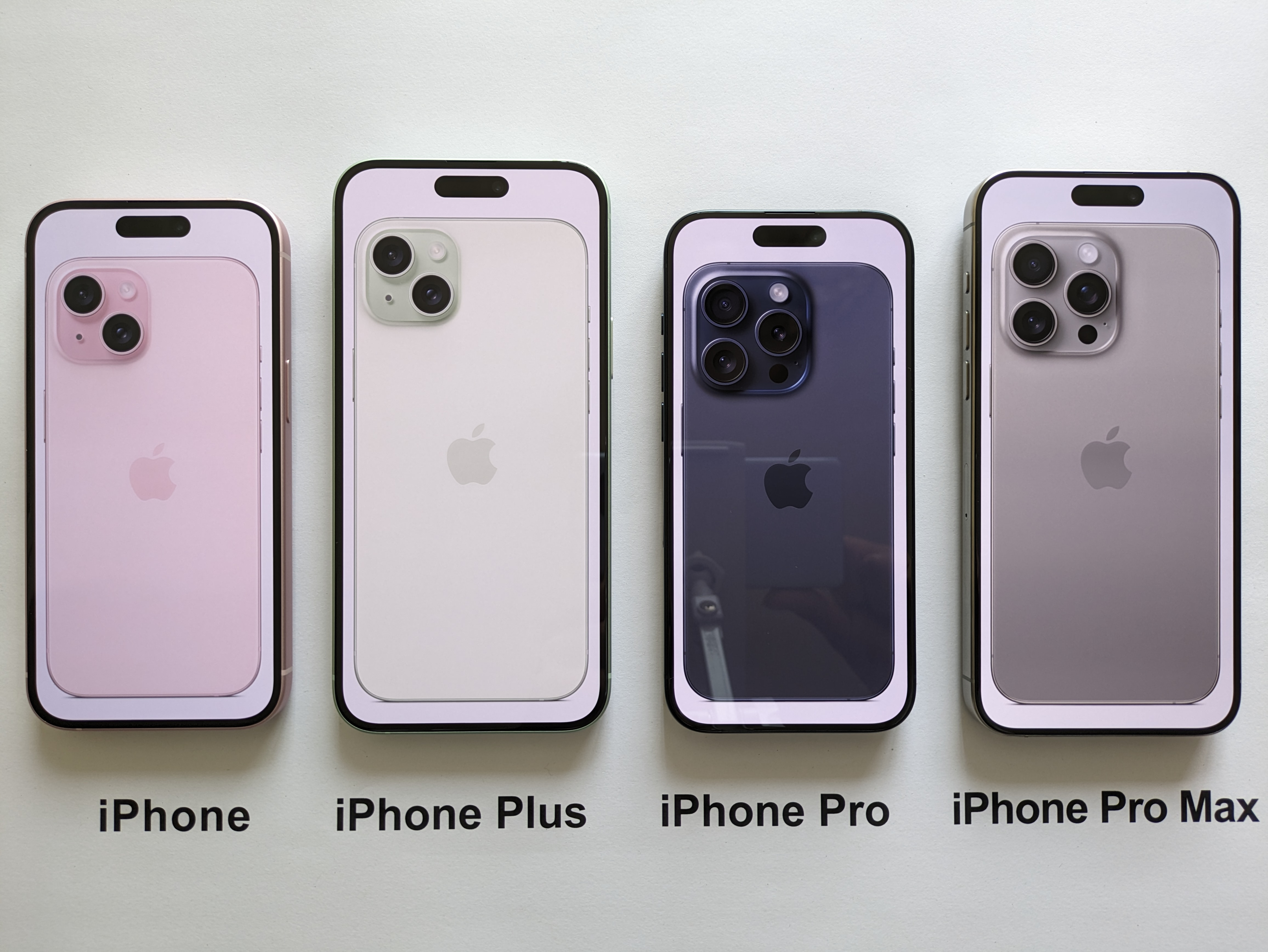
Modely iPhonu